# Laconi
Laconi (sardinsky: Làconi) je italská obec (comune) v provincii Oristano v regionu Sardinie. Nachází se ve výšce 555 metrů nad mořem a má přibližně 1 700 obyvatel. Rozloha obce je 124,75 km².